# Санкт-Петербург (ледокол)
«Санкт-Петербург» — российский дизель-электрический ледокол проекта 21900 заводской номер 602, второе судно в серии.
Представляет собой двухпалубное судно с двумя полноповоротными винторулевыми колонками суммарной мощностью 16 МВт. Форма корпуса судна спроектирована с учётом новых технологических разработок по снижению энергозатрат на разрушение льда и улучшению эксплуатационных качеств судна.
Ледокол оснащён оборудованием, позволяющим выполнять поиск затонувших объектов на глубине до 300 метров с помощью МГТПА; проведение гидролокационных съёмок дна; участие в поисково-спасательных операциях и обеспечение операций по локализации разливов нефти.
Судно предназначено для обеспечения проводок крупнотоннажных судов и танкеров (шириной 40-50 метров) в российские порты Северо-Западного региона в зимний период, буксировки судов и других плавучих сооружений во льдах и на чистой воде, тушения пожаров на плавучих объектах и других сооружениях, выполнения аварийно-спасательных работ и оказания помощи судам, терпящим бедствие, в ледовых условиях и на чистой воде.
Для повышения эффективности и уменьшения срока окупаемости судно имеет возможность доиспользования в летний период, в том числе для обслуживания нефтегазовых месторождений и береговых терминалов.

## История
Судно было заложено в 2006 году.
Спуск на воду состоялся 28 мая 2008 года в Петербурге со стапелей «Балтийского завода».

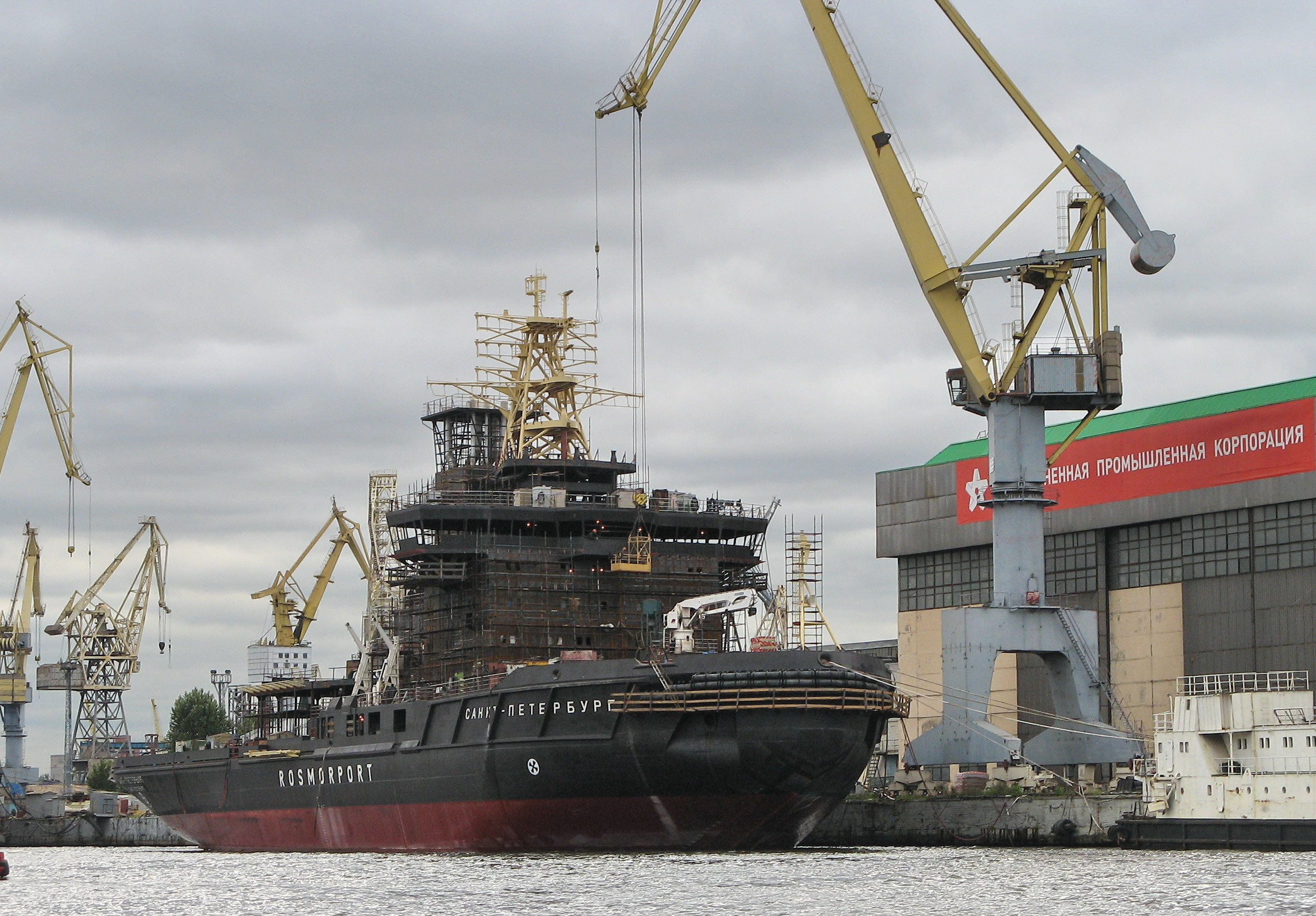
Достройка на воде

На тот момент, по оценке специалистов, ледокол был готов на 70 %.
После ходовых испытаний в Балтийском море передан заказчику — ФГУП «Росморпорт».
12 июля 2009 года на ледоколе был поднят российский флаг.

## Основные характеристики
- Длина наибольшая — 114,0 м;
- Длина между перпендикулярами — 97,2 м;
- Ширина наибольшая — 27,5 м;
- Ширина при осадке 8,5 м — 26,5 м;
- Высота борта на миделе до ВП — 12,4 м;
- Осадка по КВЛ — 8,5 м;
- Скорость хода — 16,0 уз.;
- Экипаж — 26 чел.;
- Аварийно-спасательная партия 5 чел.